# Misumena platimanu
Misumena platimanu är en spindelart som beskrevs av Cândido Firmino de Mello-Leitão 1929. 
Misumena platimanu ingår i släktet Misumena och familjen krabbspindlar. Inga underarter finns listade i Catalogue of Life.